# Анасагасти, Орасио
Орасио Анасагасти (исп. Horacio Anasagasti, 16 июля 1879, Буэнос-Айрес — 8 апреля 1932, там же) — аргентинский инженер и предприниматель баскского происхождения, один из создателей первой национальной автопроизводительной компании.

## Биография
Родился 16 июля 1879 года в Буэнос-Айресе. Происходил из богатой и интеллигентной семьи баскского происхождения. С ранних лет проявлял живой интерес к автомобилям, старался не пропускать сообщений о новинках. В возрасте 23 лет он получил диплом инженера в Университете Буэнос-Айреса и был учеником выдающегося немецкого инженера Отто Краузе. Вскоре он стал обладателем академической награды и благодаря этому смог поехать в Милан, где прослушал курс лекций в компании Isotta Fraschini, вернувшись затем в Аргентину на автомобиле этой марки.

## Бизнес
30 декабря 1909 года в сотрудничестве с несколькими единомышленниками он создал свою собственную компанию Anasagasti & Cia. В ассортименте компании имелись не только автомобили, но также сельхозтехника и самолеты. Офис корпорации располагался на Авенида Альвеар в Буэнос-Айресе (ныне Авенида дель Либертадор). Первую известность компании принесла статья журналиста Антонио Бьянки для газеты «La Prensa».
В 1910 году предприниматель представил публике свой первый прототип на Международной выставке железных дорог и наземного транспорта (Exposición Internacional de Ferrocarriles y Transportes Terrestres): 4-цилиндровый рядный двигатель с 4-ступенчатой коробкой передач и отдачей, и получил главный приз выставки.
В том же году Анасагасти отправился во Францию, где купил двигатели и пресс-формы у братьев Балласт и начал производить блоки, картеры, коленчатые валы, коробки скоростей, дифференциалы, подвески и кузова. В 1911 году его компания уже производила цилиндры, наконечники валов и карданы.
В 1911 году Орасио Анасагасти принял участие в автогонке по маршруту Росарио-Кордова-Росарио на автомобиле производства своей компании, в итоге одержав победу в соревнованиях.
В 1912 году компания выпустила две модели: Doble Phaeton и Landaulet; автомобили были проданы за 6500 долларов. Первые версии машины были оснащены французским двигателем объемом 2125 см3 и предлагались с двойными кузовами типа «фаэтон» и одной дверью с левой стороны.
Поскольку Орасио Анасагасти был большим любителем автогонок, три автомобиля Anasagasti были отправлены в Европу и приняли участие в различных соревнованиях. Автомобили с двигателями общей мощностью 15 л. с. участвовали в Тур де Франс под управлением инженера Брауна, маркиза Д’Авари и М. Репуссо.
В 1915 году из-за последствий Первой мировой войны в Аргентине начался финансовый кризис, из — за чего сотрудники компании Анасагасти стали работать бесплатно. Большинство работников на фабрике Анасагасти составляли европейские иммигранты, в частности — испанцы, итальянцы и французы. Указания своим сотрудникам Анасагасти всегда старался давать лично на родном языке работника, желая тем самым наиболее четко донести до них свои идеи.
Анасагасти находился под влиянием новых социальных теорий начала XX века; его фабрика была первой в стране с 8-часовым рабочим днем, оклады на предприятии были одними из самых высоких в аргентинской промышленности. В 1915 году было принято решение закрыть корпорацию. На момент закрытия Anasagasti & Cia там было произведено приблизительно 50 автомобилей, большинство из которых продолжали ездить по Буэнос-Айресу в качестве такси.

## Смерть
Орасио Анасагасти скончался в возрасте 52 лет от остановки сердца 8 апреля 1932 года. В настоящее время именем инженера названа улица в районе Палермо в Буэнос-Айресе.